# Colli Berici Barbarano
Il Colli Berici Barbarano è un vino DOC la cui produzione è consentita nella provincia di Vicenza.

## Caratteristiche organolettiche
- colore: rosso rubino.
- odore: vinoso, piacevolmente intenso.
- sapore: morbido, armonico, di corpo, pieno.

## Produzione
Provincia, stagione, volume in ettolitri
- Vicenza  (1993/94)  1089,22
- Vicenza  (1994/95)  1329,39
- Vicenza  (1995/96)  1049,04
- Vicenza  (1996/97)  1189,9